# Carilephia moninna
Carilephia moninna är en fjärilsart som beskrevs av William Schaus 1924. Carilephia moninna ingår i släktet Carilephia och familjen björnspinnare. Inga underarter finns listade i Catalogue of Life.